# Tržič
Tržič är en stad i norra Slovenien, nära gränsen till Österrike. Platsens rötter går att spåra till de romerska vägarna men orten som sådan grundades år 1482. Tržič har 3 744 invånare enligt en undersökning utförd 2021.